# Gebr. Schulz

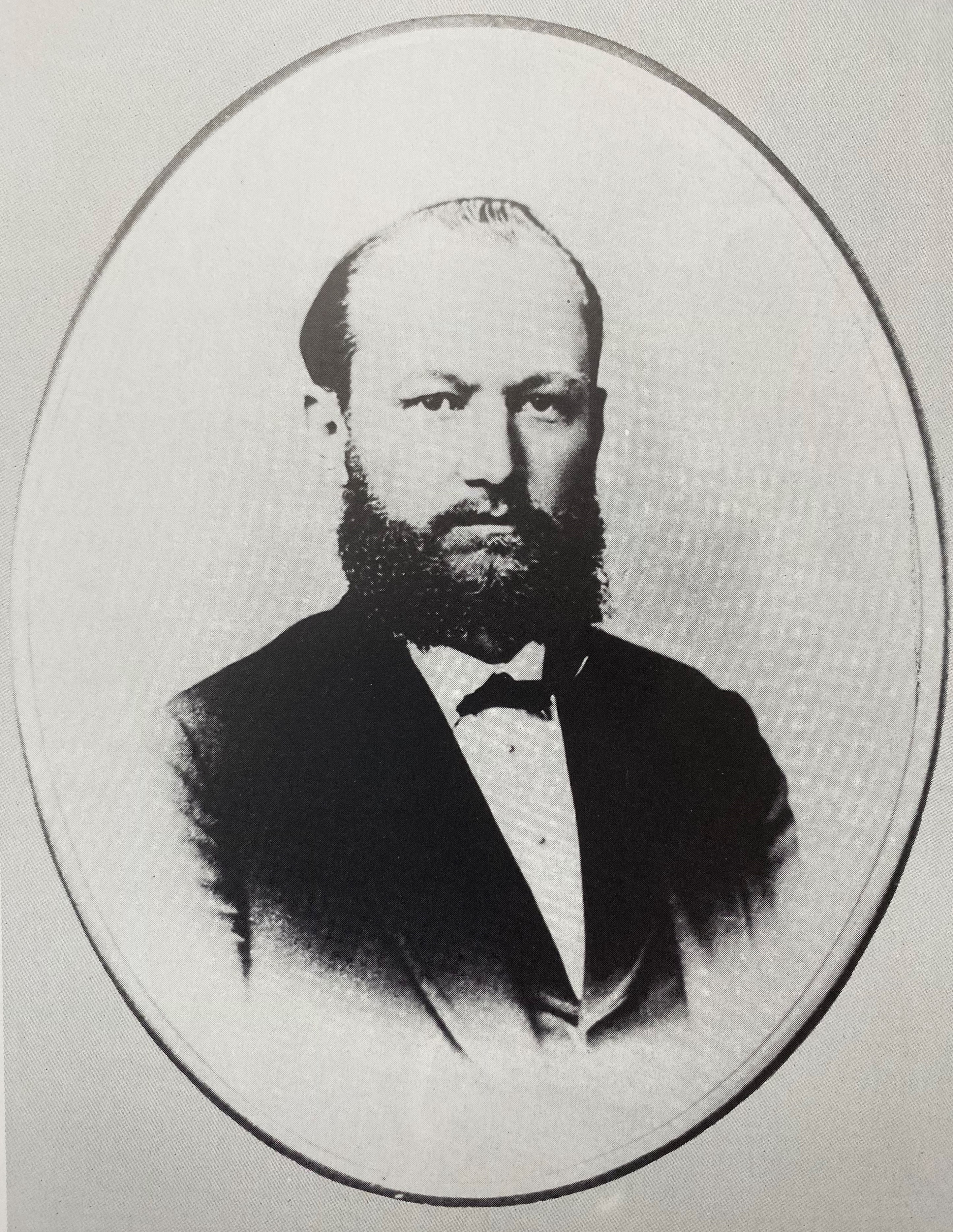
Heinrich O.W. Schulz

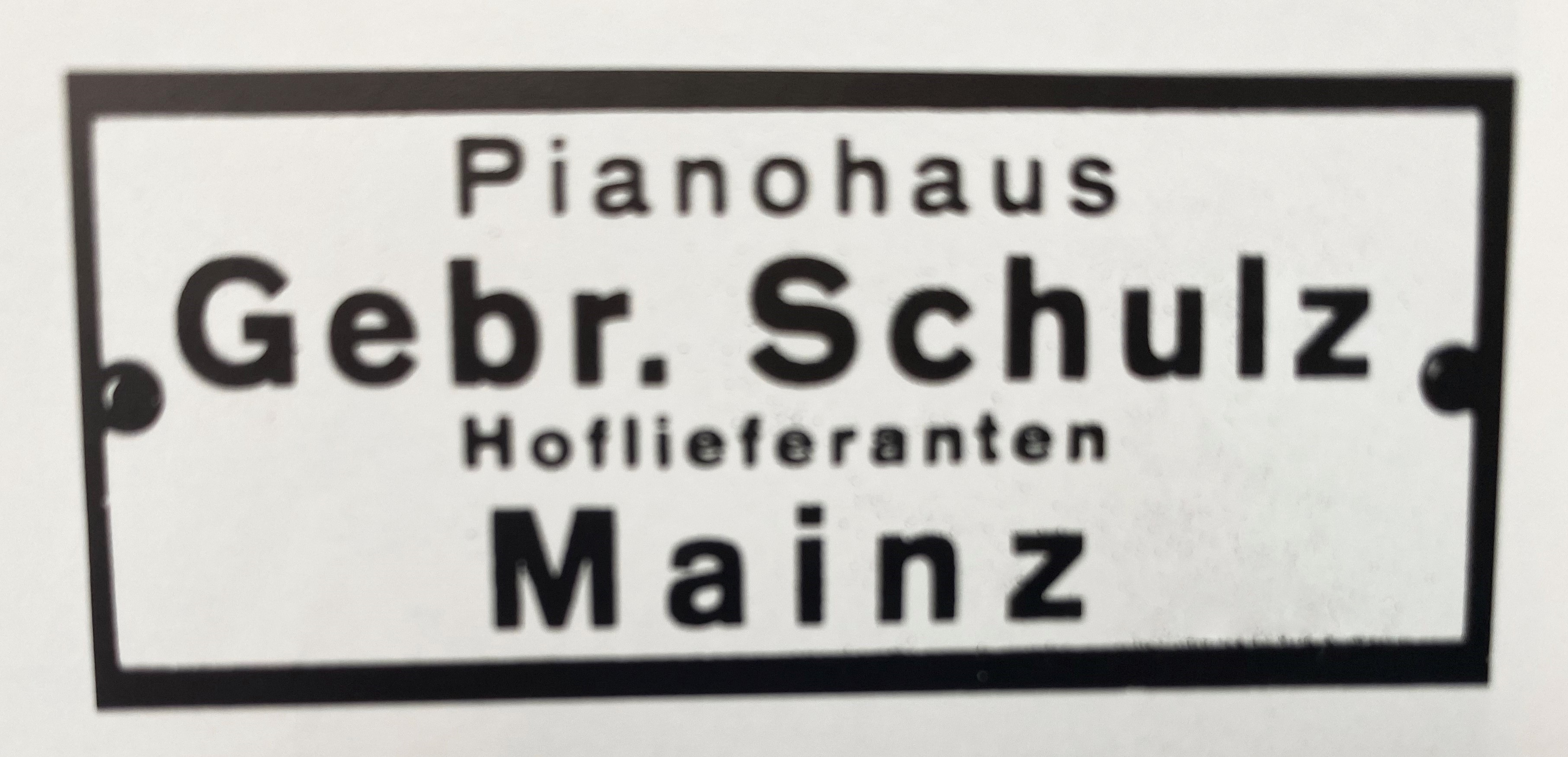
Firmenschild (1888)

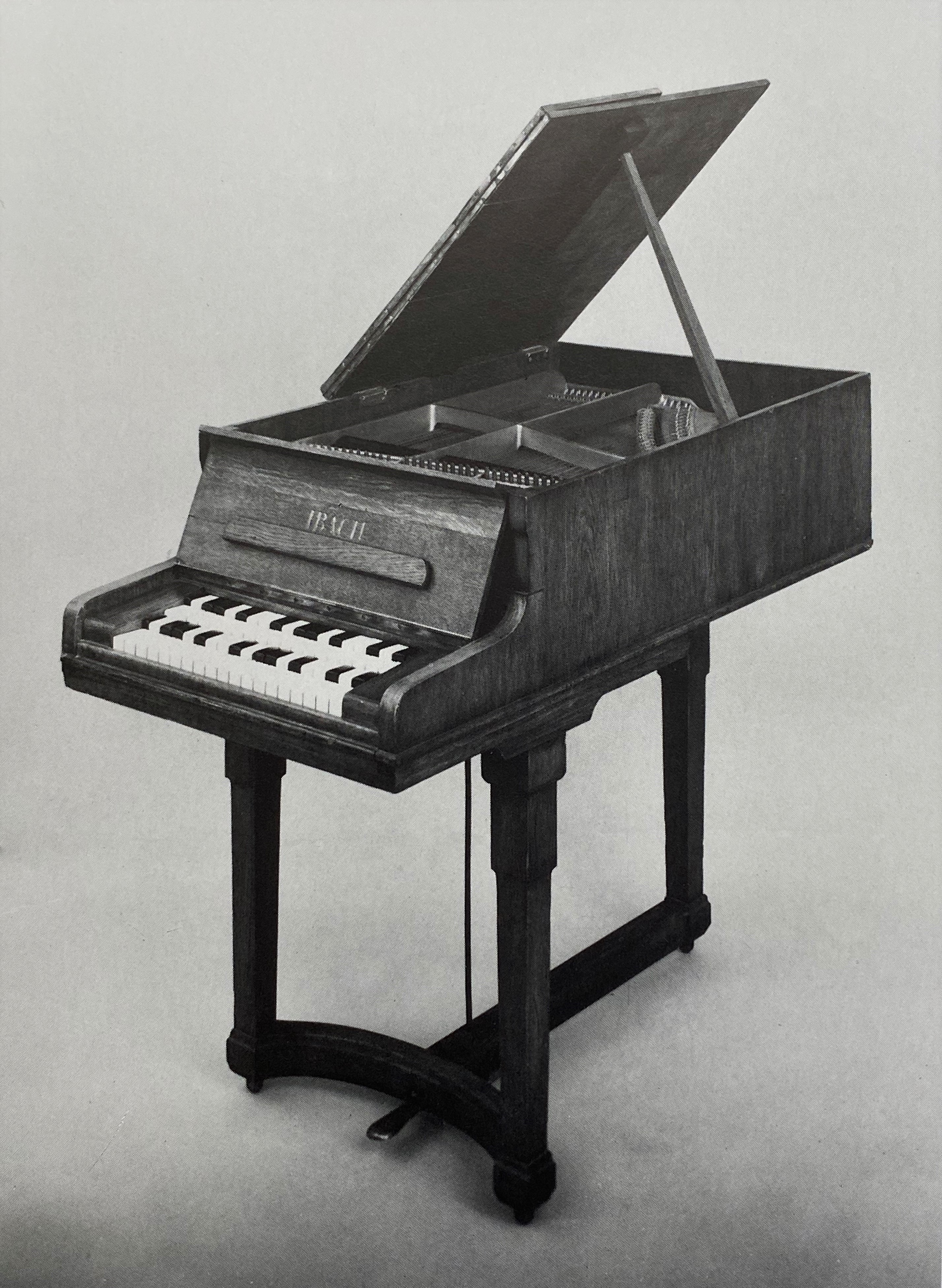
Ibach-Flügel mit Vierteltönen, Modellentwurf von Albert Schulz (1905)

Gebr. Schulz ist eine deutsche Klaviermarke, die 1888 von den Brüdern Albert und Franz Schulz in Mainz gegründet wurde. Das zugehörige Klaviergeschäft Piano-Schulz wird in fünfter Generation von Christoph Schulz geleitet. Christoph Schulz vertreibt heute gemeinsam mit Frederik Steffes unter Steffes & Schulz GmbH Klaviere und Flügel national und international unter der Marke Gebr. Schulz. Das Familienunternehmen zählt zu den zehn größten deutschen Klavierhändlern.

## Geschichte
Der in Börnecke geborene Klavierbaumeister Heinrich Schulz (1835–1873), Sohn des Leinwebermeisters Johann Schulz, wurde 1873 Teilhaber des Klavierbauers Steinweg in Braunschweig. Nachdem Theodor Steinweg 1865 den Herren Grotrian, Helfferich und Heinrich Schulz seine Braunschweiger Fabrik verkauft hatte, um seinem Vater nach Amerika zu folgen, wurden die Instrumente in Braunschweig unter dem Namen Grotrian, Helfferich, Schulz, Th. Steinweg Nachf. gebaut, bis Wilhelm Grotrian seine Geschäftspartner auszahlte und seinen Betrieb alleine weiterführte. Nachdem Schulz 1873 infolge einer Lungenentzündung gestorben war, wurden seine Söhne von ihrer Mutter erzogen.
Im Jahr 1888 gründeten der Klavierbauer Albert Schulz (1864–1931) und der Kaufmann Franz Schulz die Klavierbaufirma Gebr. Schulz in Mainz. Albert Schulz konstruierte neue Instrumente und Resonanzsysteme und ließ diese patentieren. Das Vierteltonklavier entstand nach einem Entwurf von Albert Schulz aus dem Jahr 1905. Das Instrument befindet sich in der Sammlung von Piano-Schulz.
Nach dem Tod von Albert Schulz übernahm sein Sohn Günter den Betrieb. Während des Zweiten Weltkriegs wurden die Geschäftsräume in Mainz nach wiederholten Luftangriffen im September 1944 völlig zerstört. Schulz war seit 1937 mit der Klavierlehrerin Johanna Fey verheiratet, mit der er ab 1948 das Unternehmen unter dem Namen Piano-Schulz neu aufbaute und im Zietenring 6 eine Werkstatt einrichtete. 1954 erfolgte ein Umzug in die Bahnhofsstraße 14. Sein Sohn Herward Schulz absolvierte seine Ausbildung zum Klavierbauer im elterlichen Betrieb und gewann weitere Kenntnisse bei Besuchen bei verschiedenen Klavierherstellern im In- und Ausland. 1962 erfolgte ein weiterer Umzug in das neu erworbene Haus Mühlgasse 11–13 mit einer Ausstellungsfläche von drei Stockwerken.
Seit 2003 führt Herward Schulz’ Sohn Christoph Schulz, der nach dem Abitur seine Ausbildung zum Klavierbauer bei Steinway & Sons in Hamburg absolvierte, gemeinsam mit seiner Frau, der Pianistin Sabine Schulz geb. Lediger, das Unternehmen in der fünften Generation.

## Auszeichnungen
Anlässlich des 125. Firmenjubiläums wurde das Unternehmen im Jahr 2014 mit der Stadtplakette in Gold der Stadt Wiesbaden ausgezeichnet.

## Film
In dem Film Musikinstrumente aus Wiesbaden für die Orchester der Welt (2016/2017) von Harald Kuntze und Dorothee Lottmann-Kaeseler wurden drei Wiesbadener Instrumentenbauer porträtiert, darunter die Firma Piano-Schulz.

## Publikationen
- Piano-Schulz. Unsere Firmengeschichte verbunden mit 5 Generationen Klavierbau- und -handel der Familie Schulz. Verlag Piano Schulz, Wiesbaden 1984
- 100 Jahre Piano-Schulz. Verlag Piano Schulz, 3. Auflage Wiesbaden 1988.